# Arthur Luysterman
Arthur Luysterman (ur. 18 marca 1932 w Meerbeke) – belgijski duchowny rzymskokatolicki, w latach 1991-2003 biskup gandawski.

## Życiorys
Święcenia kapłańskie przyjął 26 sierpnia 1956. 13 lipca 1990 został mianowany biskupem koadiutorem Gandawy. Sakrę biskupią otrzymał 21 października 1991. 27 grudnia 1991 objął urząd ordynariusza. 19 grudnia 2003 zrezygnował z urzędu.